# Język afar
Język afar (inna nazwa: język danakil, danakilski) – język afroazjatycki, należący do rodziny kuszyckiej, którym posługuje się ok. 2 mln osób we wschodniej Afryce, na pograniczu etiopsko-erytrejsko-dżibutyjskim.
Szyk zdania w języku afar: SOV (podmiot-dopełnienie-orzeczenie).
W 1976 r. w Dżibuti (podówczas jeszcze Francuskie Terytorium Afarów i Isów) opracowano alfabet dla języka afar, oparty na piśmie łacińskim. Od tego czasu rozwija się piśmiennictwo w tym języku, przy czym twórczość literacka obejmuje przede wszystkim poezję (w dużym stopniu religijną).